# 금달래
"금달래"는 1986년에 개봉한 대한민국의 영화이다.

## 캐스팅
- 금보라 : 금달래 역
- 이원재
- 배수천
- 최정실
- 황해
- 박암
- 주상호
- 남포동
- 오희찬
- 김기주
- 추석양
- 최준
- 박종설
- 양일민
- 한태일
- 황건
- 김기범
- 윤일주
- 임해림
- 박광진
- 김대현
- 사원배
- 박용팔
- 안진수
- 박부양
- 한명환
- 길달호
- 주일봉
- 박일
- 최재호
- 장철
- 박성식
- 김기은
- 성명순
- 유명순
- 전숙
- 문미봉
- 오영화
- 김진선
- 김진희
- 박예숙
- 정미경
- 김유경 (특별출연)
- 이대열 (특별출연)